# Saint-Germain-du-Corbéis
Saint-Germain-du-Corbéis és un municipi francès situat al departament de l'Orne i a la regió de Normandia. L'any 2007 tenia 3.631 habitants.

## Demografia

### Població
El 2007 la població de fet de Saint-Germain-du-Corbéis era de 3.631 persones. Hi havia 1.582 famílies de les quals 426 eren unipersonals (135 homes vivint sols i 291 dones vivint soles), 673 parelles sense fills, 419 parelles amb fills i 64 famílies monoparentals amb fills.
La població ha evolucionat segons el següent gràfic:
Habitants censats

### Habitatges
El 2007 hi havia 1.647 habitatges, 1.601 eren l'habitatge principal de la família, 5 eren segones residències i 40 estaven desocupats. 1.474 eren cases i 164 eren apartaments. Dels 1.601 habitatges principals, 1.167 estaven ocupats pels seus propietaris, 425 estaven llogats i ocupats pels llogaters i 9 estaven cedits a títol gratuït; 50 tenien una cambra, 74 en tenien dues, 241 en tenien tres, 466 en tenien quatre i 769 en tenien cinc o més. 1.330 habitatges disposaven pel capbaix d'una plaça de pàrquing. A 799 habitatges hi havia un automòbil i a 654 n'hi havia dos o més.

### Piràmide de població
La piràmide de població per edats i sexe el 2009 era:
| Homes | Edats   | Dones |
| ----- | ------- | ----- |
| 0     | 95 o +  | 8     |
| 4     | 90 a 94 | 4     |
| 16    | 85 a 89 | 25    |
| 12    | 80 a 84 | 24    |
| 74    | 75 a 79 | 64    |
| 71    | 70 a 74 | 87    |
| 91    | 65 a 69 | 104   |
| 107   | 60 a 64 | 142   |
| 114   | 55 a 59 | 108   |
| 190   | 50 a 54 | 188   |
| 199   | 45 a 49 | 216   |
| 119   | 40 a 44 | 143   |
| 105   | 35 a 39 | 159   |
| 98    | 30 a 34 | 101   |
| 94    | 25 a 29 | 92    |
| 103   | 20 a 24 | 103   |
| 155   | 15 a 19 | 151   |
| 162   | 10 a 14 | 145   |
| 140   | 5 a 9   | 119   |
| 91    | 0 a 4   | 80    |

## Economia
El 2007 la població en edat de treballar era de 2.328 persones, 1.560 eren actives i 768 eren inactives. De les 1.560 persones actives 1.444 estaven ocupades (772 homes i 672 dones) i 116 estaven aturades (55 homes i 61 dones). De les 768 persones inactives 364 estaven jubilades, 226 estaven estudiant i 178 estaven classificades com a «altres inactius».

### Ingressos
El 2009 a Saint-Germain-du-Corbéis hi havia 1.649 unitats fiscals que integraven 3.915,5 persones, la mediana anual d'ingressos fiscals per persona era de 19.165 €.

### Activitats econòmiques
Dels 92 establiments que hi havia el 2007, 3 eren d'empreses alimentàries, 8 d'empreses de fabricació d'altres productes industrials, 16 d'empreses de construcció, 21 d'empreses de comerç i reparació d'automòbils, 4 d'empreses de transport, 5 d'empreses d'hostatgeria i restauració, 1 d'una empresa d'informació i comunicació, 4 d'empreses financeres, 3 d'empreses immobiliàries, 9 d'empreses de serveis, 13 d'entitats de l'administració pública i 5 d'empreses classificades com a «altres activitats de serveis».
Dels 29 establiments de servei als particulars que hi havia el 2009, 1 era una oficina de correu, 3 oficines bancàries, 4 tallers de reparació d'automòbils i de material agrícola, 2 autoescoles, 2 paletes, 3 guixaires pintors, 3 fusteries, 5 lampisteries, 1 electricista, 2 perruqueries i 3 restaurants.
Dels 6 establiments comercials que hi havia el 2009, 1 era un hipermercat, 1 un supermercat, 2 fleques, 1 una fleca i 1 una peixateria.
L'any 2000 a Saint-Germain-du-Corbéis hi havia 7 explotacions agrícoles.

## Equipaments sanitaris i escolars
El 2009 hi havia 2 farmàcies i 1 ambulància.
El 2009 hi havia 1 escola maternal i 1 escola elemental.

## Poblacions més properes
El següent diagrama mostra les poblacions més properes.